# EMD 710系エンジン
EMD 710系エンジンはEMD(GM-EMD)社製の2ストローク・ユニフロー掃気ディーゼルエンジンである。機関車や船舶用、または定置型エンジンとして使用される。

## 概要
710系エンジンは645系エンジンの発展型として発表された。645系エンジンの91⁄16インチ(230.2mm)のボアはそのままにストロークを10インチ(254mm)から11インチ(279.4mm)に拡大したものである。型式名の「710」は、1気筒あたりの排気量710立方インチ(11,621cc)にちなむ。
発表当初より改良を続け、1984年の16-710G3A型エンジン(V16型)では3800馬力だったものが、2006年の16-710G3C-T2では4300馬力となっている。機関車の製造は長年に渡るため、エンジンの改良が図られた場合はその改良型を搭載するものもあり、例えば1994年に製造されたSD70MACは16-710G3Bを搭載していたが、2003年に製造された同型は16-710G3C-T1を搭載している。
アメリカ合衆国環境保護庁(EPA)による排出ガス規制の第一段階(Tier1)および第2段階(Tier2)をクリアしたエンジンは電子制御式燃料噴射装置を搭載している。

## 機関車用エンジンのバリエーション
本機関は、同じ気筒数・気筒配置でも出力の異なるものがある。
| ID            | エンジン型式 | 過給               | 最大出力(馬力) | 最大出力(kW) | 回転数(rpm) | 製造初年 | 搭載機種                                                                         |
| ------------- | ------------ | ------------------ | -------------- | ------------ | ----------- | -------- | -------------------------------------------------------------------------------- |
| 12-710G3A     | V12          | ターボチャージャー | 3000           | 2200         |             | 1985     | GP59、F59PH、オーストラリア国鉄DL型                                              |
| 16-710G3A     | V16          | ターボチャージャー | 3800           | 2800         |             | 1984     | GP60、GP60M、GP60B、SD60、SD60M、SD60I、SD60F、オーストラリア国鉄AN型            |
| 16-710G3B     | V16          | ターボチャージャー | 4000           | 3000         |             | 1992     | SD70初期型、SD70M、SD70MAC、SD70I                                                |
| 16-710G3B-EC  | V16          | ターボチャージャー | 4000           | 3000         |             | 1997     | SD70、SD70M、SD70MAC、SD70I各型式のうちEFI搭載モデル                             |
| 16-710G3B-T1  | V16          | ターボチャージャー | 4000           | 3000         | 900         | 2003     | SD70M、SD70MACのうちTier1適合モデル                                              |
| 16-710G3B-T2  | V16          | ターボチャージャー | 4000           | 3000         | 900         | 2005     | SD70M-2(ノーフォーク・サザン鉄道)のうちTier2適合モデル                           |
| 12-710G3C-EC  | V12          | ターボチャージャー | 3200           | 2300         |             | 1993     | F59PHI(EFI搭載)                                                                  |
| 16-710G3C     | V16          | ターボチャージャー | 4300           | 3200         |             | 1995     | SD75M、SD75I                                                                     |
| 16-710G3C-EC  | V16          | ターボチャージャー | 4300           | 3200         |             | 1995     | SD75M、SD75I、SD90/43MAC(EFI搭載)                                                |
| 12N-710G3B-EC | V12          | ターボチャージャー | 3300           | 2500         | 900         | 1998     | イギリス鉄道66形、67形、アイルランド国鉄201形                                    |
| 16-710G3C-T1  | V16          | ターボチャージャー | 4300           | 3200         | 900         | 2003     | SD70M後期形、SD70MAC後期形、アルストムPL42AC各型式のうちTier1適合モデル(EFI搭載) |
| 16-710G3C-T2  | V16          | ターボチャージャー | 4300           | 3200         | 900         | 2004     | SD70ACe、SD70M-2各型式のうちTier2適合モデル(EFI搭載)                             |
| 20-710G3B-EC  | V20          | ターボチャージャー | 5000           | 3700         | 900         | 1995     | SD80MAC(EFI搭載)                                                                 |